# Кроп
Кроп (њем. Kropp) општина је у њемачкој савезној држави Шлезвиг-Холштајн. Једно је од 134 општинска средишта округа Шлезвиг-Фленсбург. Према процјени из 2010. у општини је живјело 6.468 становника. Посједује регионалну шифру (AGS) 1059053.

## Географски и демографски подаци
Кроп се налази у савезној држави Шлезвиг-Холштајн у округу Шлезвиг-Фленсбург. Општина се налази на надморској висини од 15 метара. Површина општине износи 31,9 km². У самом мјесту је, према процјени из 2010. године, живјело 6.468 становника. Просјечна густина становништва износи 203 становника/km².